# حلبة وهران لمصارعة الثيران
حلبة وهران، الواقعة جنوب غرب المدينة، مبنى دائري كان مخصصًا في الأصل لاستضافة مصارعة الثيران. هذه الحلبة هي الوحيدة في الجزائر وأحد الحلبات النادرة في القارة الأفريقية. بنيت في عام 1890 من الخشب، وأعيد بناؤها بعد حريق بشكلها الحالي في عام 1908 وافتتحت سنة 1910.

## التاريخ
يسجل تاريخ مدينة وهران فترة خضوعها للاستعمار للإسباني، ما بين عامي 1505 و 1791. وهذا يفسر عودة الإسبان إليها بأعداد كبيرة، مقارنة بأماكن أخرى من الجزائر، بعد سقوط وهران في عام 1831، وقد غادروها سابقا في الفترة العثمانية. بنيت الحلبة خلال فترة الاستعمار الفرنسي للجزائر، بقيت معلما شاهدا على التأثير الثقافي الإسباني الذي ظل حياً في المدينة.
افتتحت الحلبة وقد شيدت بخشب بدائي في 27 مايو 1890، قبل أن يعاد بناؤها بشكلها المعاصر الحالي سنة 1908 وتفتتح مجددا في 14 يوليو 1910. توقفت مصارعة الثيران في 15 يوليو 1936 مع اندلاع الحرب الأهلية الإسبانية . وأُعيدت المصارعة مجددا في عام 1954، بعد عمليات تجديد للحلبة، سمحت بزيادة سعتها من 7000 إلى 10000 متفرج. أغلقت في عام 1960 أثناء ثورة التحرير الجزائرية .
استضافت الحلبة مصارعي الثيران مشهورين مثل إل كوردوبيس، وأوردينيز بيبي، وميغيل ماتيو ، وخوسيه غارسيا لوبيو، والأخوة الثلاثة تشيكوليب.
بفضل صوتياتها الجيدة، لم تستخدم الحلبة في مصارعة الثيران فقط، بل شهدت أيضا إقامة بطولات كرة القدم ومباريات في الملاكمة والمصارعة.
بعد أعمال إعادة تأهيل بدأت في عام 2009، أعيد فتح الحلبة للجمهور مجددا في عام 2018.

## الخصائص
في حالتها الحالية، يبلغ قطر الحلبة 210م، وتشغل مساحة 4800 م2، ويمكنها استيعاب 10 آلاف متفرج.

## روابط خارجية
- حلبة مصارعة الثيران - صفحة على موقع بوابة التراث الثقافي الجزائري
- (بالإسبانية) Les arènes d'Oran sur l'encyclopédie de la tauromachie